# Maciej Michał Szymanowski
Maciej Michał Szymanowski z Szymanowa herbu Jezierza (ok. 1700, zm. 9 stycznia 1772 w Warszawie) – starosta wyszogrodzki, kasztelan rawski.

## Życiorys
Jego ojcem był Michał Szymanowski (zm. 1731), podstoli warszawski, starosta wyszogrodzki, matką zaś Krystyna Katarzyna Wołczyńska herbu Ciołek. Żoną Macieja Michała Szymanowskiego była Anna Łuszczewska herbu Pierzchała.
Poseł ziemi wyszogrodzkiej na sejm konwokacyjny 1733 roku. Był członkiem konfederacji generalnej zawiązanej 27 kwietnia 1733 roku na tym sejmie. Konsyliarz konfederacji Czartoryskich w 1764 roku. Poseł ziemi wyszogrodzkiej na sejm konwokacyjny 1764 roku. Elektor Stanisława Augusta Poniatowskiego z ziemi wyszogrodzkiej w 1764 roku.
Został pochowany w podziemiach kościoła Kapucynów przy ul. Miodowej w Warszawie.